# Áreas protegidas de Nueva Caledonia

Mapa de Nueva Caledonia y Vanuatu con los arrecifes y atolones

Según la IUCN, en Nueva Caledonia, en 2024, hay 115 áreas protegidas que cubren una superficie terrestre de 11.389 km2, el 59,5 % del territorio (19.141 km2) y la casi totalidad de las áreas marinas, 1.314.521 km2, el 95,82 % de la superficie del océano Pacífico que pertenece al país (1.371.803 km2). De estas áreas, 7 son reservas forestales, 5 son reservas naturales integrales, 10 son áreas protegidas gestionadas localmente, 5 son áreas marinas protegidas, 8 son parques nacionales (en realidad, provinciales), 1 es un monumento natural, 2 son parques naturales, 30 son reservas naturales, 1 es una reserva natural estacional integral, 2 son reservas naturales estacionales, 14 son reservas botánicas especiales, 1 es una reserva especial de flora y fauna, 5 son reservas especiales de fauna, 11 son reservas marinas especiales, 1 es una reserva natural estricta, 4 son parques territoriales y 6 son áreas de otro tipo. Además, hay 1 sitio Ramsar (lagos del Gran Sur neocaledoniano) y 1 sitio patrimonio de la humanidad (lagunas de Nueva Caledonia). El área protegida más destacable por su extensión es el Parque natural del mar del Coral.

## Parques provinciales en la Provincia Sur

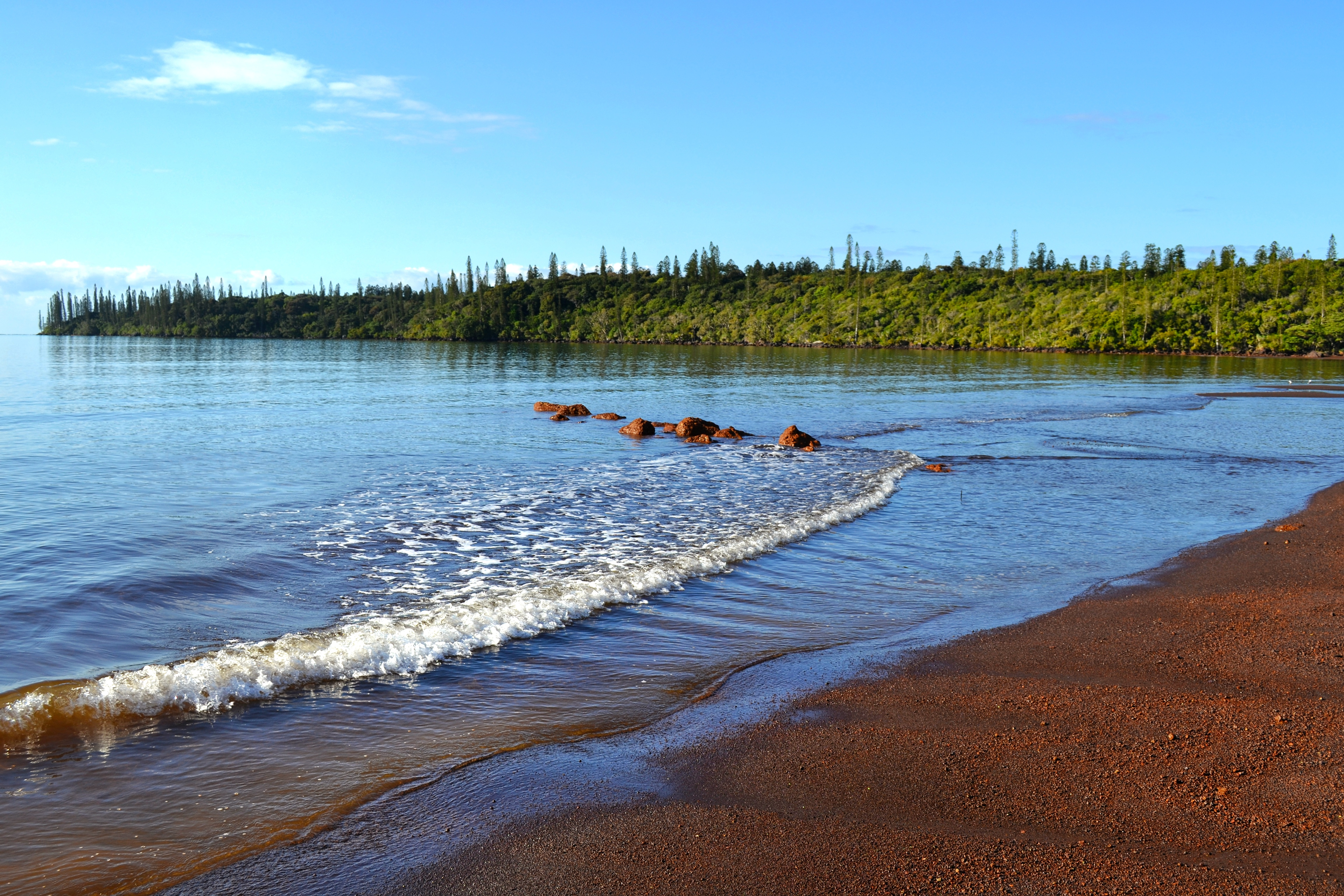
Port Bosé en la Gran Laguna Sur de Nueva Caledonia

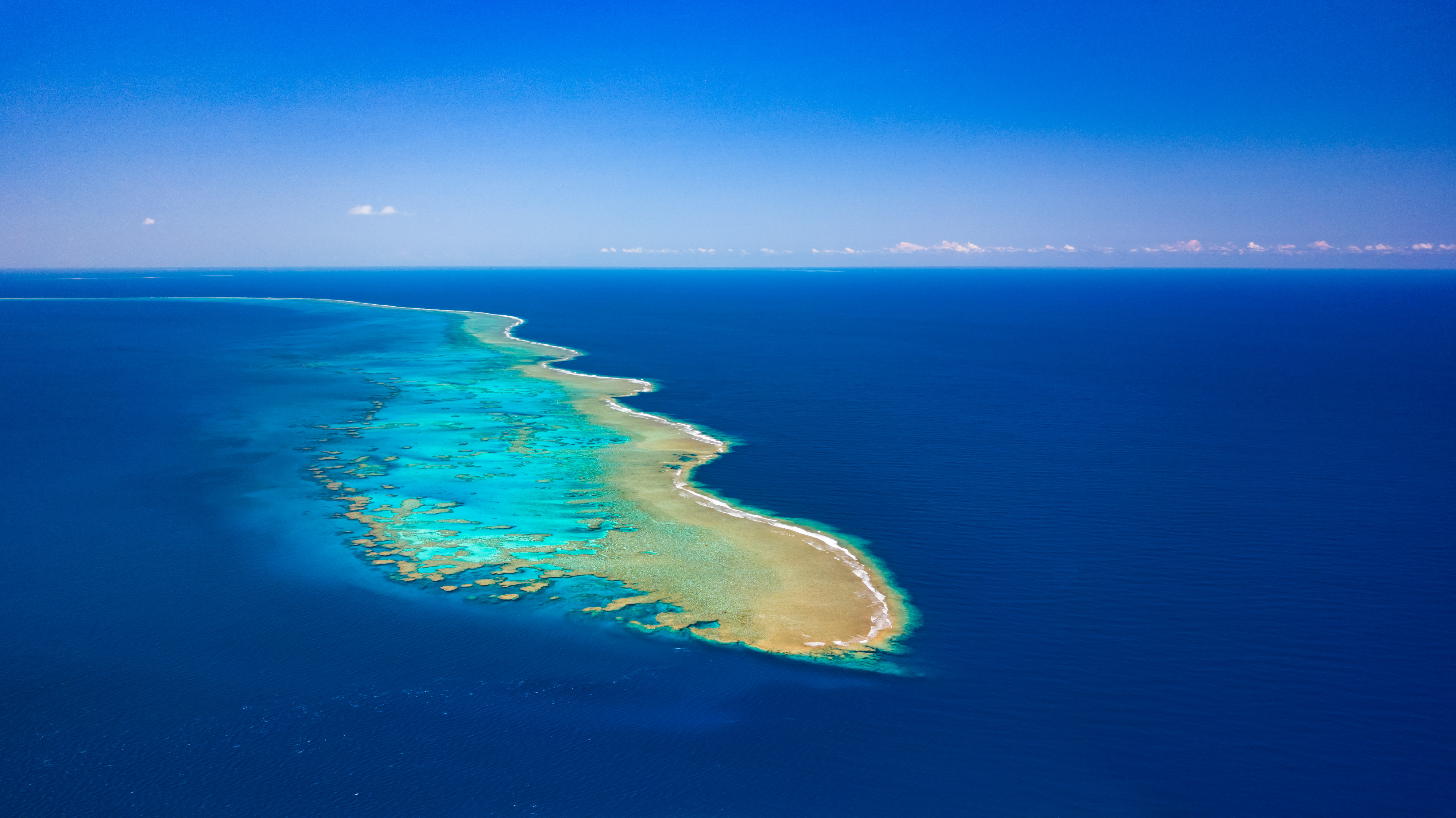
Arrecife coralino de Nueva Caledonia

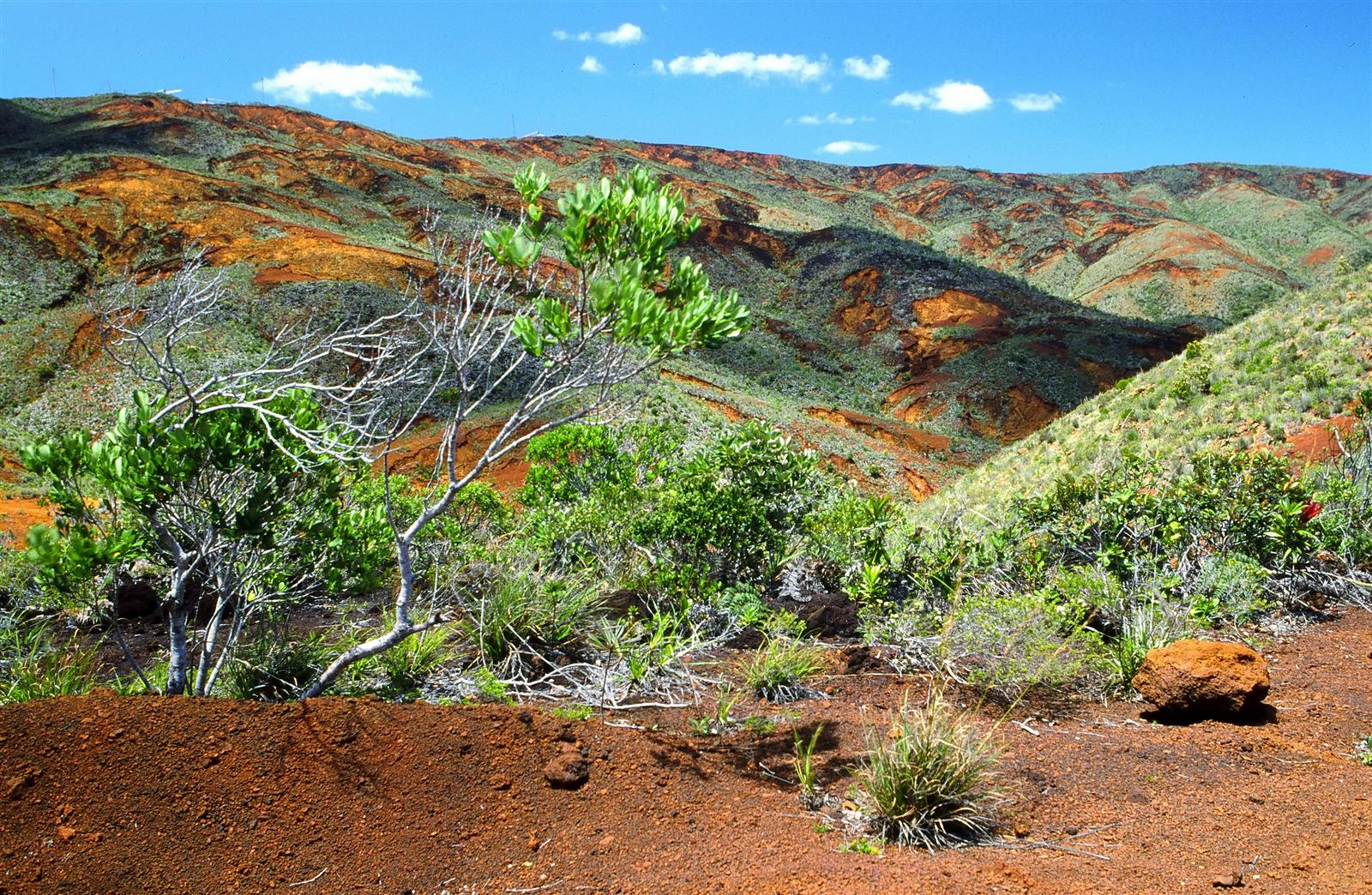
Maquis minero típico del sur de Nueva Caledonia

- Parque de la Gran Laguna Sur o (meridional) o, en francés Grand Lagon Sud. Posee 6721,6 km2. Es un área marina protegida que forma parte de la zona patrimonio de la humanidad de la Unesco conocida como Lagunas de Nueva Caledonia, cuya extensión total es de 15.000 km2. La expresión lagon aunque se traduce como laguna, en francés designa más específicamente una zona de agua salada entre una isla y el arrecife o barrera coralina que lo rodea, pero también se puede aplicar a una laguna interior. La Gran laguna Sur o Grand Lagon Sud, es una extensa área marina al sur de Grande Terre rodeada de arrecifes coralinos. Comprende la reserva natural integral de Yves Merlet, el islote Casy, la reserva natural estacional de Grand Port y la reserva natural de la Aiguille de Prony. En algunos islotes se iza una bandera roja en determinadas épocas que prohíbe acercarse o sobrevolarlos debido a ser periodo de nidificación. Hay ballenas, tortugas, aves marinas, tiburones blancos, etc. El conjunto incluye unos 60 islotes esenciales para la reproducción y la nidificación de tortugas y aves marinas, rodeados de extensos manglares y praderas de fanerógamas marinas que ocupan más de 1000 km2.[2]

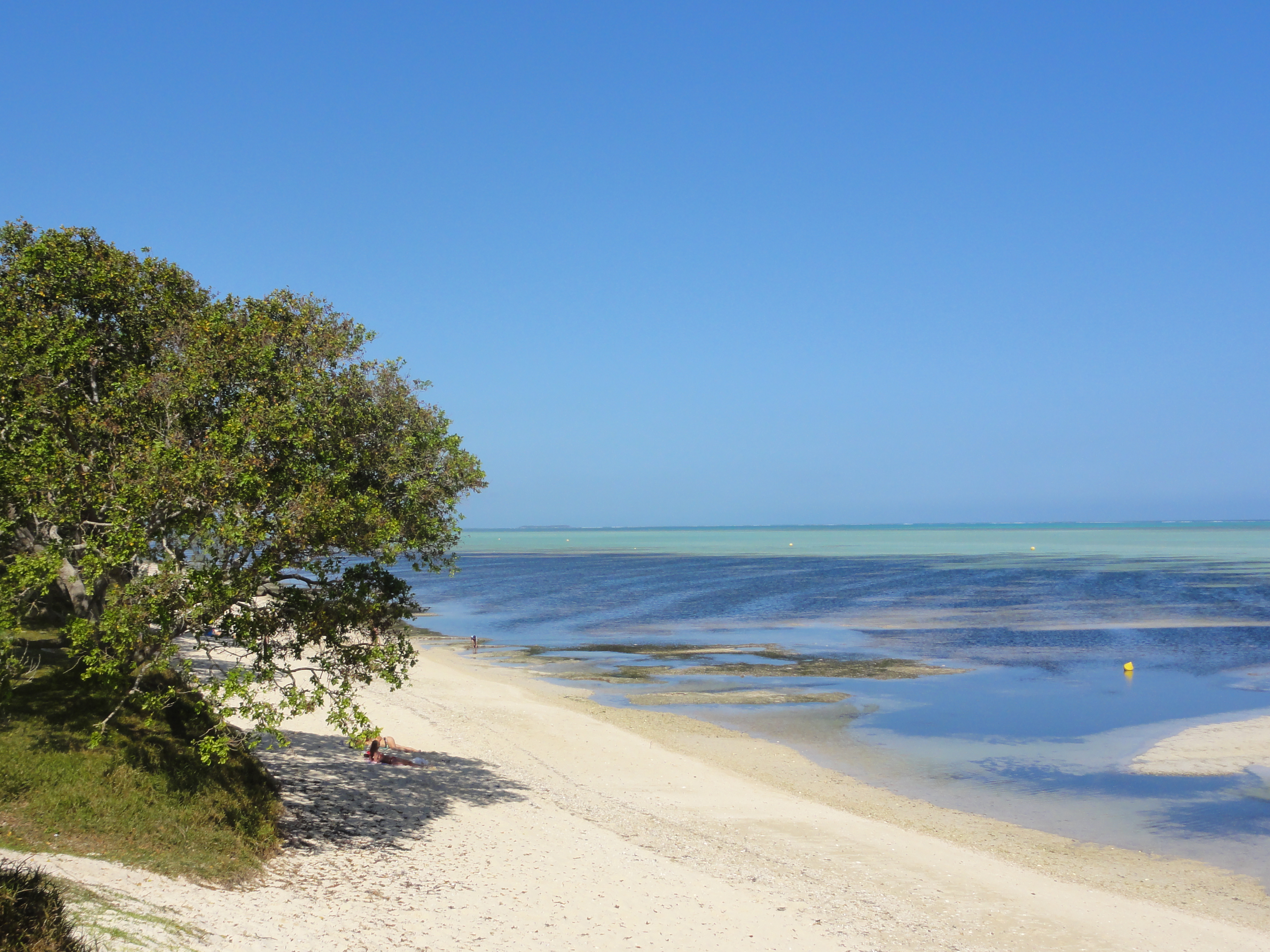
Laguna de Poé, en el Parque de la Zona Costera Occidental, con la marea baja.

- Parque de la Zona Costera Occidental (Zone Côtière Ouest, ZCO), 2552,7 km2. Comprende cinco áreas marinas protegidas: las reservas naturales de Ouano, Roche Percée y bahía de las Tortugas, isla Verde y Poé, y la reserva natural integral del islote N'Digoro. También engloba las áreas terrestres protegidas del Parque de los Grandes Helechos y de Nodéla. Destacan la falla de Poé, un pequeño cañón muy estrecho de 20 m de profundidad entre el arrecife y la laguna al norte de la bahía de Bourail, recorrido por violentas corrientes y frecuentado por grandes tiburones y especies pelágicas, y la bahía de Mindou y el litoral de La Foa, por poseer vastos manglares, la llegada de numerosos cursos de agua y la proximidad del arrecife. Inscrita en el patrimonio de la Unesco dentro de las lagunas de Nueva Caledonia, alberga dugones, tortugas, rayas manta y tiburones limón.[3] La laguna de Poé es la más bella de Grande Terre, tiene 17 km de arenas blancas y media docena de islotes. Cuando baja la marea se pueden percibir los corales. El islote de N'Digoro, en la comuna de La Foa es una reserva integral donde anidan aves marinas raras, como ciertos charranes y gaviotines.[4]

- Parque de la Costa Olvidada, 1222,6 km2. Comprende una parte de la costa y los macizos montañosos del sudeste de Grande Terre, en la provincia Sur. Alberga un 20 % de los bosques húmedos de la región y un 82 % de las especies vegetales endémicas, con más de mil especies. Destacan entre otras especies el pájaro mielero cejinegro y el gecko forestal gigante de Nueva Caledonia. Los ríos Ni y Pourina son santuarios de especies de peces como los góbidos Protogobius attiti (gobido de Attiti) y Sicyopterus sarasini. La zona salvaje se encuentra entre Petit Borendy y Unia.[5] La Costa olvidada, Woen Wuu o Pwa Pereeù en lenguas locales, ha sufrido degradaciones debidas a la explotación minera en las tierras rojas de la región, ricas en minerales, de las que se han extraído en cien años cerca de tres millones de toneladas de minerales, y los incendios (más de 6000 ha en 15 años), sobre todo cerca de la costa. Para proteger la zona, en 2019 se creó el parque, se anularon más de cien explotaciones mineras. (de 238) y se protegieron 290 km2 de zonas marinas y 980 km2 de zonas terrestres.[6]

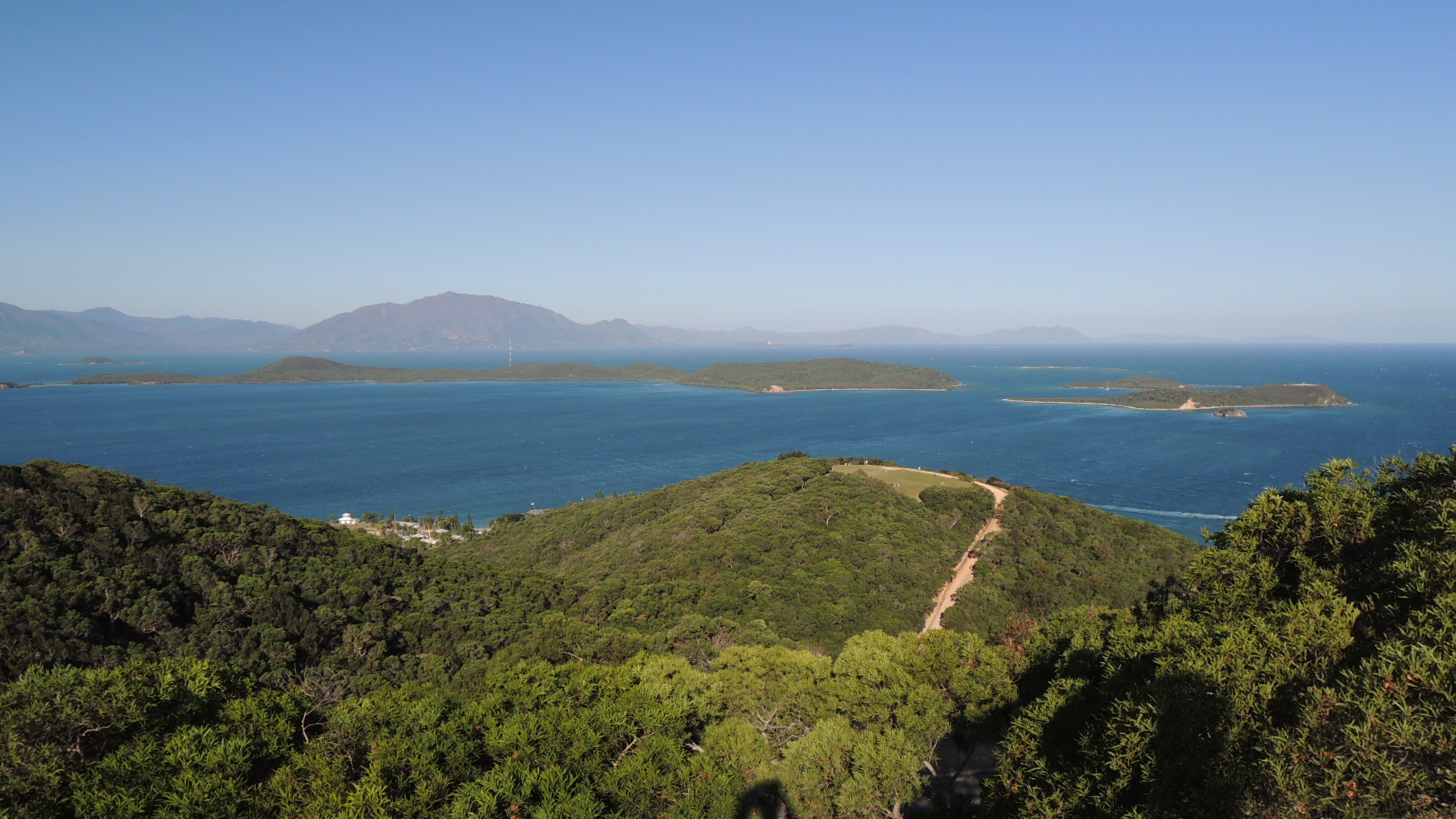
Vista de la bahía de santa María desde Ouen Toro, en Numea

- Parque municipal de Ouen Toro-Albert Etuvé y Lucien Audet, 0,51 km2. En el centro de la ciudad de Numea, está protegido desde 1988 como parque de Ouen Toro, con 63 ha. En 2011 se bautizó como Parque Albert Etuvé y Lucien Audet en homenaje a estos dos promotores de la defensa de la naturaleza. Alberga una reliquia de 3 ha de bosque seco, el ecosistema más amenazado de Nueva Caledonia, con 35 especies propias de este ecosistema, de las que 18 son endémicas y 4 están amenazadas de extinción. En el parque hay 72 especies en total, de las que 29 son endémicas, con el predominio de Cleistanthus stipitatus.[7] Hay 19 especies de aves, entre los que destacan el anteojitos dorsiverde y el diamante lorito, así como el lori arcoíris, considerado el monarca de la Melanesia.[8]

- Parque provincial del Río Azul, 220,7 km2. Área protegida terrestre y aguas interiores. Se encuentra en la comuna de Yaté, en la provincia Sur de Grande Terre. Incluye la reserva del Alto Yaté, de 150 km2. Abarca las cuencas de los ríos Azul, Mois de Mai y Blanco, que alimentan el embalse de Yaté tras la construcción de la presa en 1958. Una parte de las riberas y del embalse contienen un bosque inundado. La altitud varía entre 160 y 1250 m. Posee numerosas cascadas y marmitas de gigante en el valle del río Azul. Posee dos tipos de los mejores paisajes neocaledonianos: el maquis minero sobre peridotitas y la selva tropical. El maquis minero[9] es un tipo de vegetación esclerófila sobre un terreno rico en óxidos de hierro y magnesio, y pobre en fósforo, potasio y calcio. La mayoría de especies vegetales en este entorno, que en Nueva Caledonia cubre unos 4400 km2, son endémicas. Es conocido por ser uno de los últimos reductos donde puede verse el kagú en su hábitat. Entre las otras especies figuran el mielero cuervo, el cuervo de Nueva Caledonia, la dúcula goliat y el gecko crestado. También es conocido por su kaorí gigante (Agathis lanceolata), una conífera que alcanza los 40 m de altura, tiene 2,7 m en la base y unos mil años. Asimismo destacan las plantas carnívoras (Drosera neocaledonica y Nepenthes vieillardii) y las orquídeas. Hay petroglifos en el valle del río Azul y aun se encuentran los restos de la explotación minera. y forestal de principios del siglo XX, cuando se construyó una vía férrea de 36 km.[10]

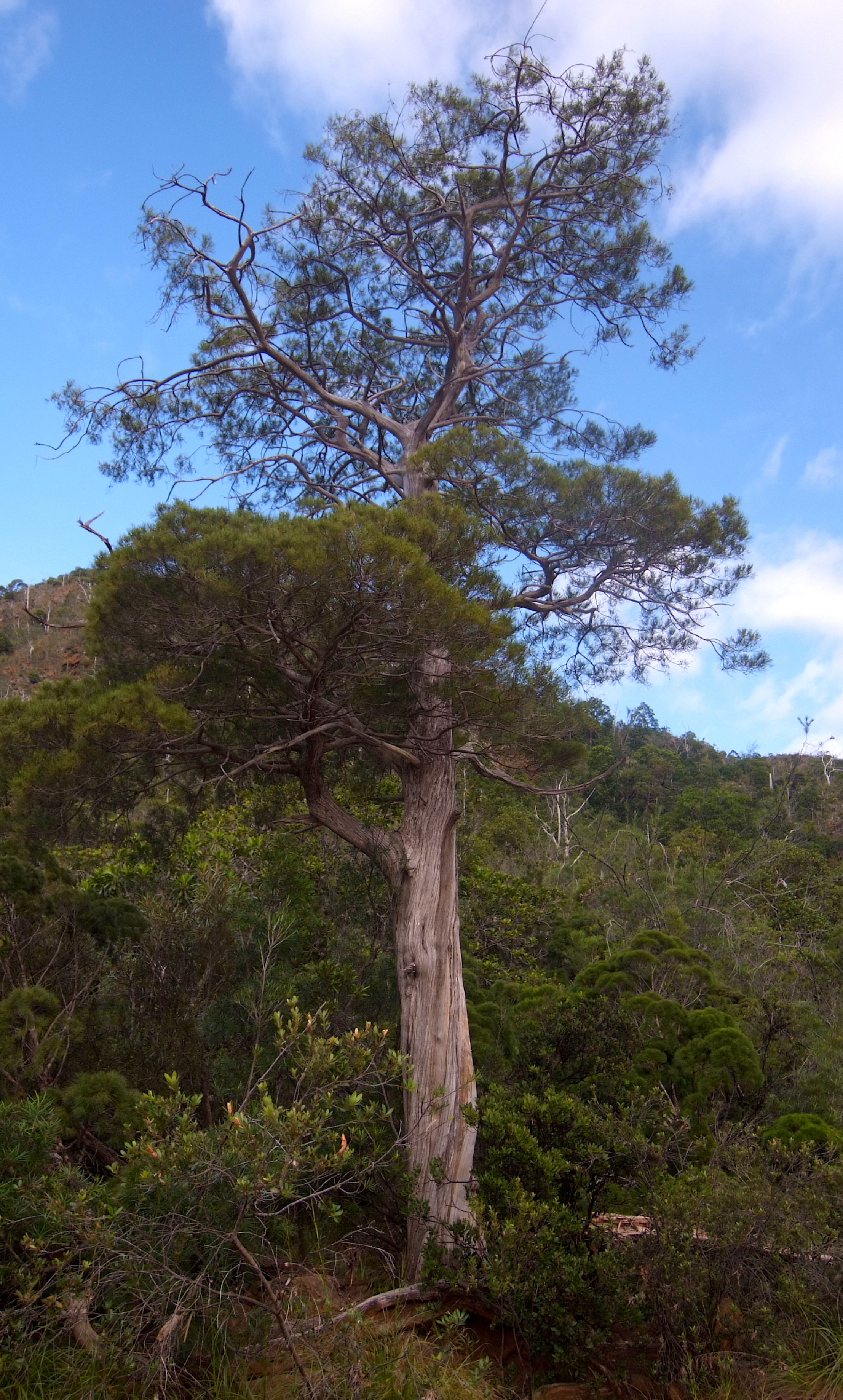
La cupresácea Callitris sulcata, llamada abeto de Comboui en Nueva Caledonia, en el parque del Alto Dumbéa.

- Parque del Alto Dumbéa, 91,71 km2. Creado en enero de 2013 para proteger los valles altos de los ríos Dumbéa y Couvelée, en el interior de la comuna de Dumbéa, en la provincia Sur de Grande Terre. Pertenece a la región del macizo del Sur, el más rico en coníferas. Los valles, especialmente las caras norte, poseen diversidad específica importante, con poblaciones destacables de la cupresacea Callitris sulcata (allí llamada abeto de Comboui) y de Tristaniopsis polyandra, planta con flores propia del maquis que vive en pendientes rocosas en las riberas del Dumbéa y   el Tontouta, entre 50 y 200 m de altitud. Predominan las especies típicas de la zona, como el kagú, el perico cornudo y el mielero cuervo. Hay 23 especies de lagartijas, con 14 especies de escíncidos y 9 especies de geckos. Entre los peces, el góbido de Attiti. El pequeño murciélago Nyctophilus nebulosus ha sido identificado después de veinte años de no ser visto.[11] En la parte inferior del valle del Dumbéa, se ha construido una presa de 26,5 m de altura en 1972 que da lugar al embalse de Dumbéa, de 56 km2 y un volumen de 350 millones de m3.[12]

- Parque de los Grandes Helechos (Parc provincial des Grandes Fougères), 45,45 km2. Área protegida terrestre y aguas interiores. En las provincias de Moindou, Farino y Sarraméa, a hora y media de Nouméa. Es un bosque tropical en la parte meridional de un macizo forestal muy extenso que pertenece a la Provincia Sur. Está en la zona tampón (o colchón) de la Zona Costera Occidental protegida por la Unesco, entre los 400 y 700 m de altitud, en una zona volcánica-sedimentaria formada por esquistos. Hay 42 especies de aves, de las que 17 son endémicas, especialmente el kagú, la dúcula goliat, el periquito cornudo, la yerbera de Nueva Caledonia o el tilopo de Nueva Caledonia. Hay más de 500 especies vegetales y es famoso por los helechos arborescentes endémicos de la familia de los Cyatheaceae. Su pseudotronco, conocido como stipe, puede alcanzar 25 m de altura. También se encuentra la Amborella trichopoda, considerada la planta con flores más antigua del mundo.[13]

- Parque zoológico y forestal Michel Corbasson. 36 ha. Se creó en 1962 para proteger una de las últimas parcelas de bosque seco cerca de la ciudad de Numea. En el zoo, hay varias especies endémicas de Nueva Caldonia, como el kagú, el murciélago Pteropus ornatus, el cuervo de Nueva Caledonia y el gecko forestal gigante de Nueva Caledonia.[14]

## Parques naturales

Parque natural del mar de Coral

- Parque natural del mar de Coral. Este parque marino, fundado en 2014 en Nueva Caledonia, era, en 2017, el cuarto más grande del mundo, con una extensión de 1.292.967 km2. Incluye las Lagunas de Nueva Caledonia: diversidad de los arrecifes y ecosistemas conexos, patrimonio de la Humanidad de la Unesco en la barrera de arrecifes, con una extensión de 15.743 km2 y una zona de amortiguación de 12.871 km2, con un total de 28.000 km2. Comprende seis conjuntos marinos representativos de la diversidad principal de los arrecifes coralinos y ecosistemas conexos del archipiélago francés de Nueva Caledonia, en el Océano Pacífico.[15][16]
- Atolones de Entrecasteaux, 3504,6 km2. Áreas protegida marina desde 2011 en los arrecifes de Entrecasteaux, en el noroeste de Nueva Caledonia, en el mar de Coral, deshabitados. Comprende una reserva integral que incluye los islotes de Leizour y de Surprise, con excepción de las playas sin vegetación y una reserva natural sobre otras zonas emergidas y fondos marinos.[17]

## Sitios Ramsar

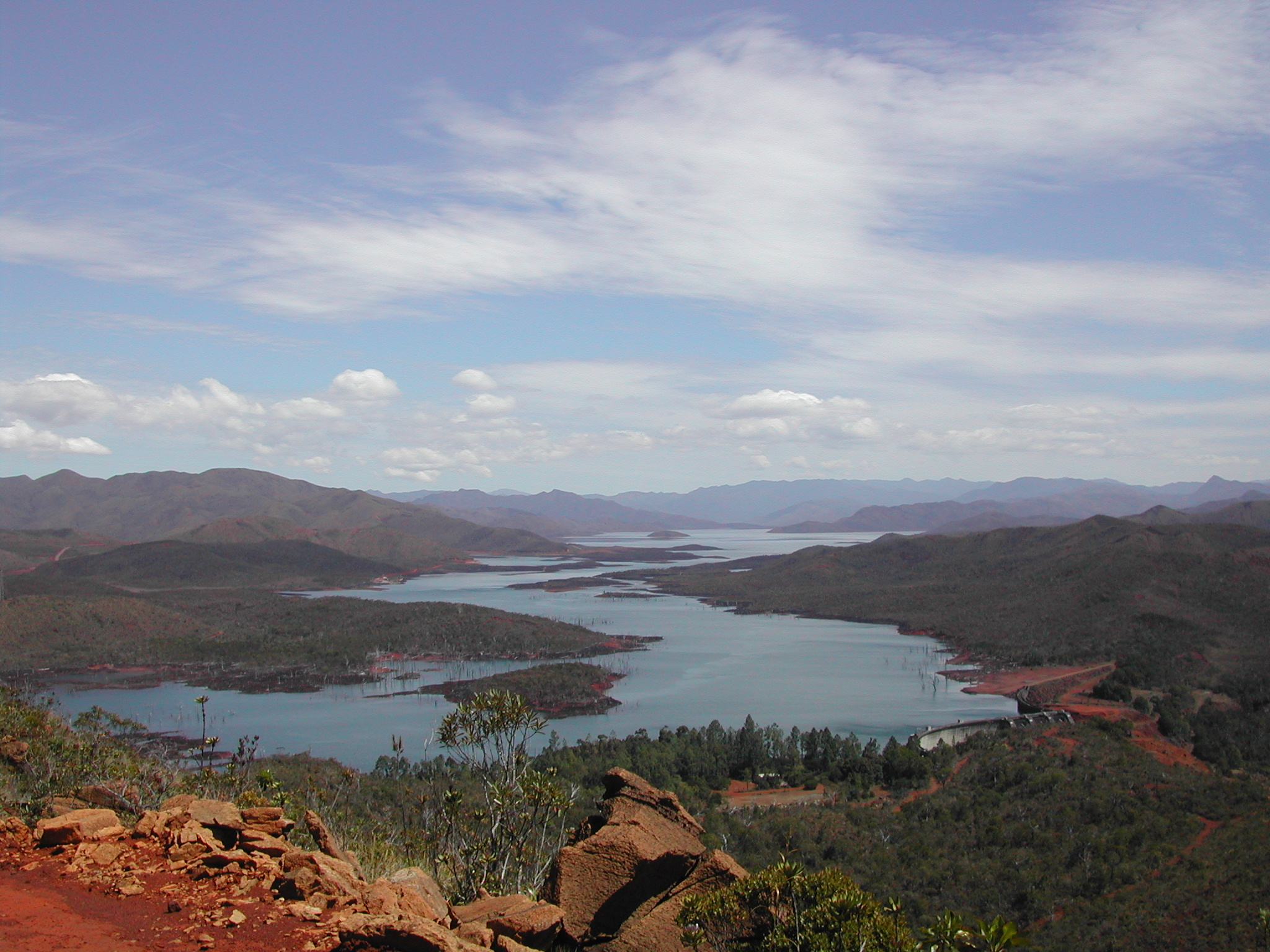
Lago o embalse de Yaté.

- Lagos del Gran Sur de Nueva Caledonia, 439,7 km2, número 2194, desde 2014 en 22°09'S 166°46'E. En la región de los Grandes Lagos, en la comuna de Yaté, en la provincia Sur de la isla de Grande Terre. Está formado por humedales con abundante vegetación boscosa y arbustiva, ríos, arroyos y lagos, en un entorno kárstico, con extensas formaciones subterráneas. Destacan los dos lagos de Yaté en la llanura del mismo nombre: el lago en forma de ocho,[18] con la forma de este número, y el embalse o lago de Yaté, que proporciona el 20 por ciento de la energía que consume el país.[19] Buena parte de la fauna y flora son endémicas.[20]El bosque pertenece a la ecorregión selvas tropicales de Nueva Caledonia, con clima tropical y lluvias abundantes, con 43 especies endémicas de gimnospermas, incluyendo la única gimnosperma parásita conocida, Parasitaxus usta, 13 especies endémicas de Araucaria y el helecho más grande del mundo, Cyathea intermedia, de hasta 35 m de altura.[21] El embalse de Yaté, conocido por la abundancia de perca americana, se construyó en 1955 para producir electricidad. Tiene una capacidad instalada de 68 MW, una capacidad de 315 millones de m3 y una superficie de 40 km2. La presa tiene una altura de 61 m y una longitud de 580 m.

## Patrimonio de la Humanidad

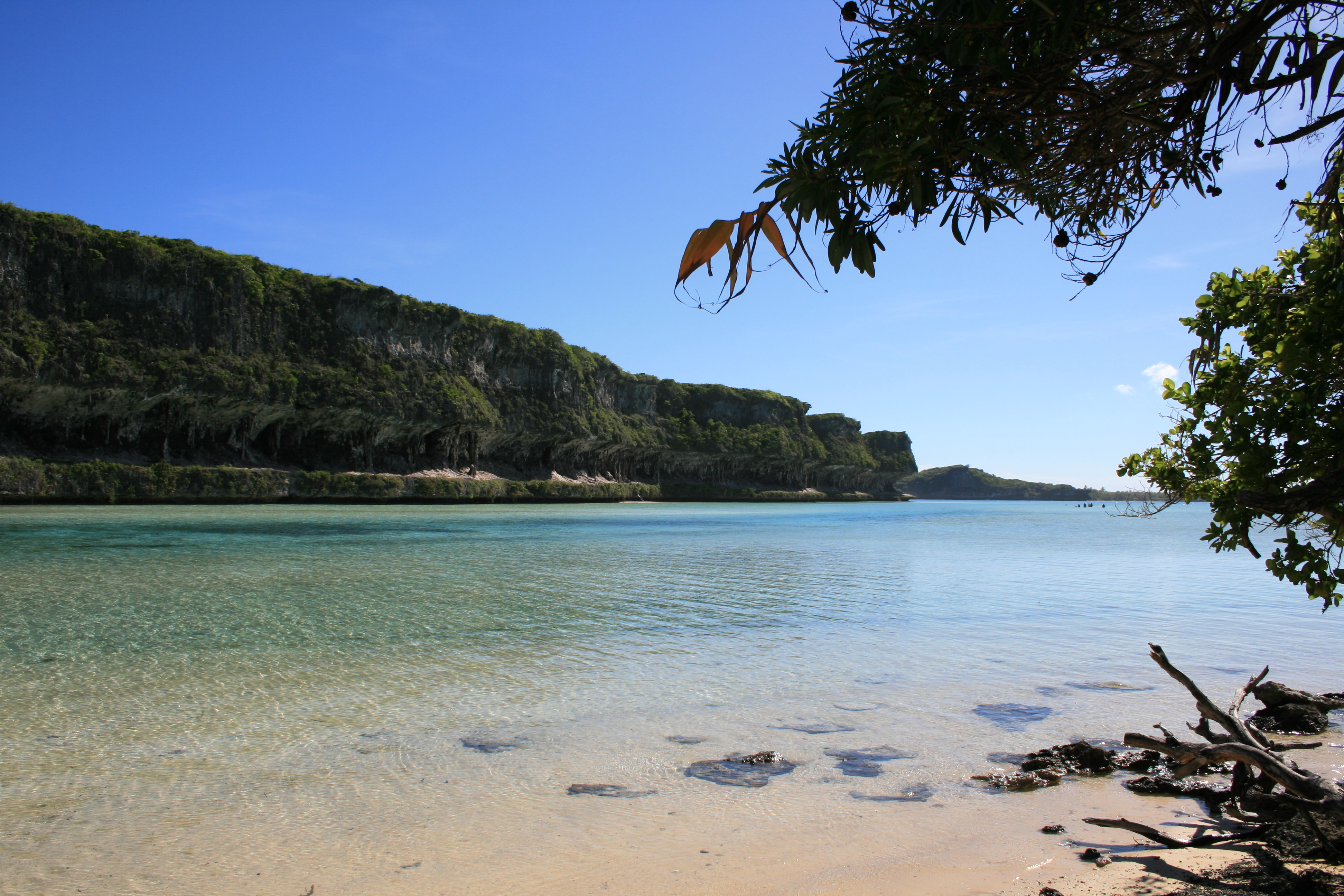
Acantilados de Lekini en la isla de Ouvéa.

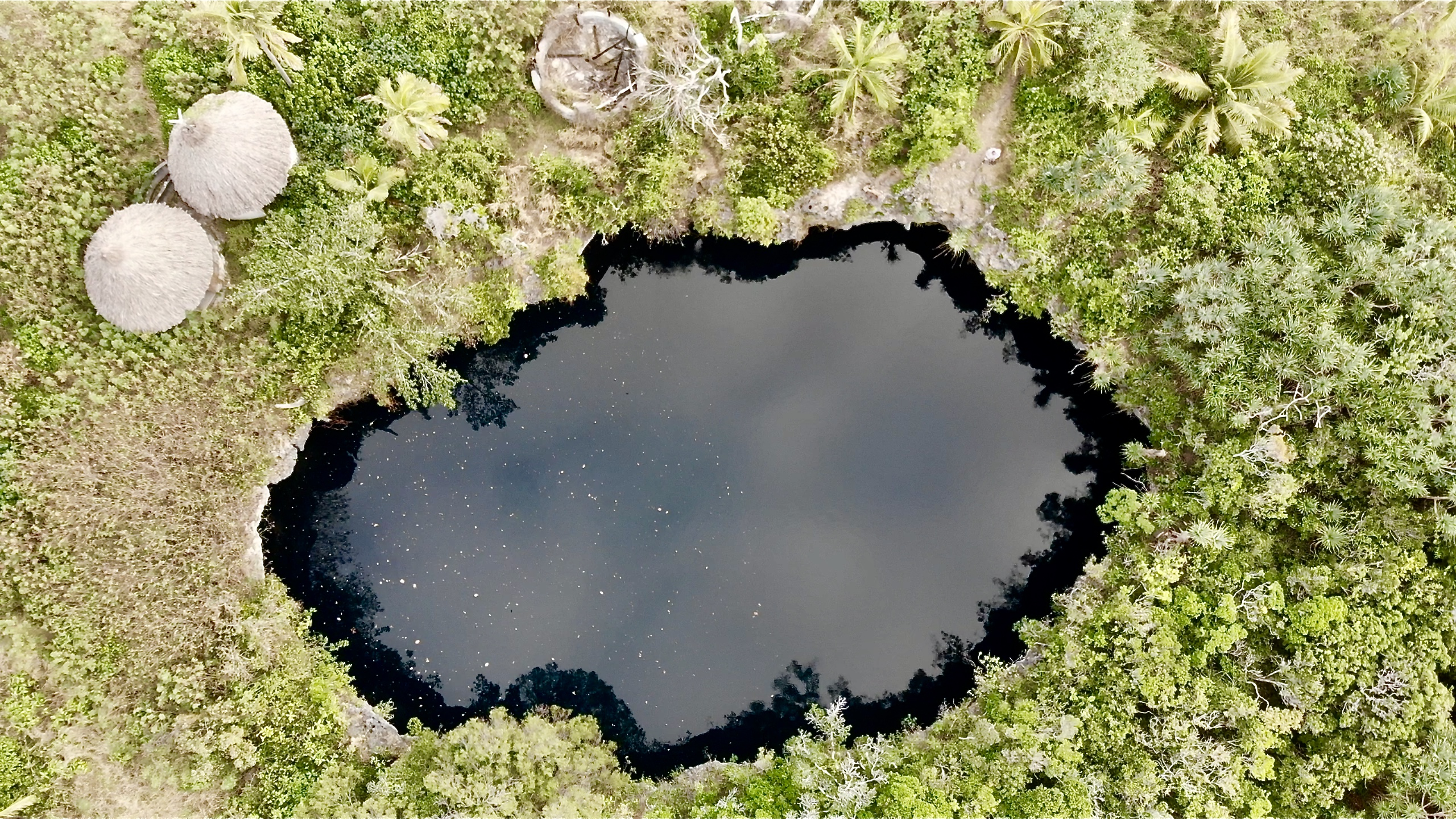
Ouvéa, el agujero azul, en Nueva Caledonia.

- Lagunas de Nueva Caledonia. La zona reconocida por la Unesco cubre 15.743 km2. Está dividida en seis partes, cuatro en la provincia Sur y dos en la provincia Norte, que representan la tercera zona protegida de arrecifes de coral más extensa del mundo.[22] Las lagunas forman parte del conjunto coralino más largo del mundo y el segundo en superficie, después de la Gran Barrera de Arrecifes de Australia. La barrera tiene 1600 km de longitud y delimita una laguna de 24.000 km2, la más grande del mundo, con una profundidad de 25 m. Engloba el archipiélago de la Grande Terre (o de Nueva Caledonia) con la isla principal de Grande Terre, las islas Belep, la isla de los Pinos y varias islas e islotes de menor tamaño, con numerosos pasos que comunican con alta mar. Los arrecifes se encuentran a una media de 30 km de la costa, con un máximo de 200 km en los arrecifes de  Entrecasteaux. Los sitios reconocidos por la Unesco como patrimonio de la humanidad son, en la provincia Norte, la zona de la Gran Laguna Norte (Grand Nord en Bélep),[23] y la zona costera norte y este (desde Poum hasta Poindimié), y en la provincia Sur, los arrecifes de Entrecasteaux, la zona de Ouvéa y de la isla Beautemps-Beaupré, la zona costera oeste y la zona de la Gran Laguna Sur. Las zonas no reconocidas son la de Numea y la zona costera intermedia entre la zona costera oeste y la zona del Gran Laguna Norte. Se han censado unas 15.000 especies, el 5% endémicas, pero hay numerosas zonas inexploradas.[24] Los arrecifes de Entrecasteaux son unos arrecifes coralinos en la prolongación noroccidental de Gran Terre, deshabitados, en el alineamiento de las islas Belep y la del Grand Passage (o Gran Paso); contienen dos grandes atolones, al norte emerge la isla o atolón de Huon, de 130 ha, y al sur, la isla o atolón de la Surprise (Sorpresa). Un poco al norte aparece el arrecife Guilbert, y un poco al sudeste el atolón Pelotas.[25]

## Áreas marinas protegidas

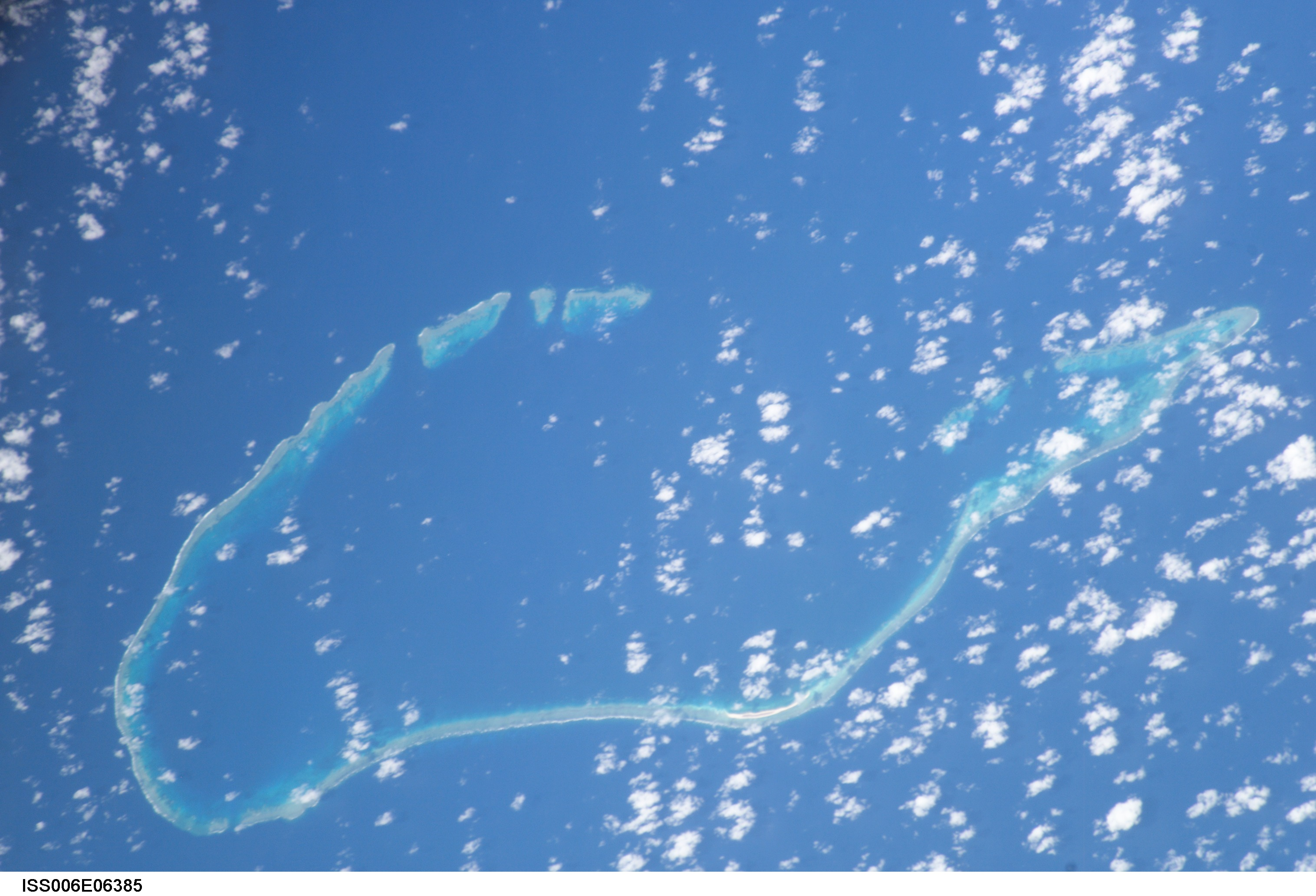
Arrecifes de Entrecasteaux y atolón en una imagen desde el espacio de 2002

- Lagunas de Nueva Caledonia, la misma que protege la Unesco, de 15.000 km2.
- Atolones de Entrecasteaux o arrecifes de Entrecasteaux, 1068 km2, en el noroeste de Nueva Caledonia, deshabitados, a 223 km de la punta nordeste de Grande Terre, en la prolongación de las islas Belep, separados por el Grand Passage, estrecho de 500 a 600 m de profundidad. Los atolones forman el extremo norte del archipiélago de Nueva Caledonia. Comprenden el atolón de Huon y la isla de Huon, el atolón de la Surprise con tres islotes, Fabre, Le Leizour y Surprise, el atolón Pelotas, el atolón del Portail, los arrecifes Guilbert y los arrecifes del Mérite. Están considerados área de importancia para las aves por BirdLife International, que amplia la zona con las islas Trobriand, de Nueva Guinea, hasta un total de 3400 km2,[26] con dos especies endémicas destacables, el ave del paraíso de Comrie y el ave del paraíso de Goldie, con especies sedentarias como el rabihorcado grande, el rabihorcado chico, el piquero enmascarado, el piquero pardo, el charrán piquigualdo, etc. Asimismo se encuentran la tortuga verde y el pez Napoleón, de hasta dos metros de longitud.[27]
- Zona Costera Nordeste, 3714 km2
- Gran Laguna Norte, 6357 km2
- Atolón de Ouvea y Beautemps-Beaupre, 977 km2

## Reservas naturales integrales en la Provincia Sur

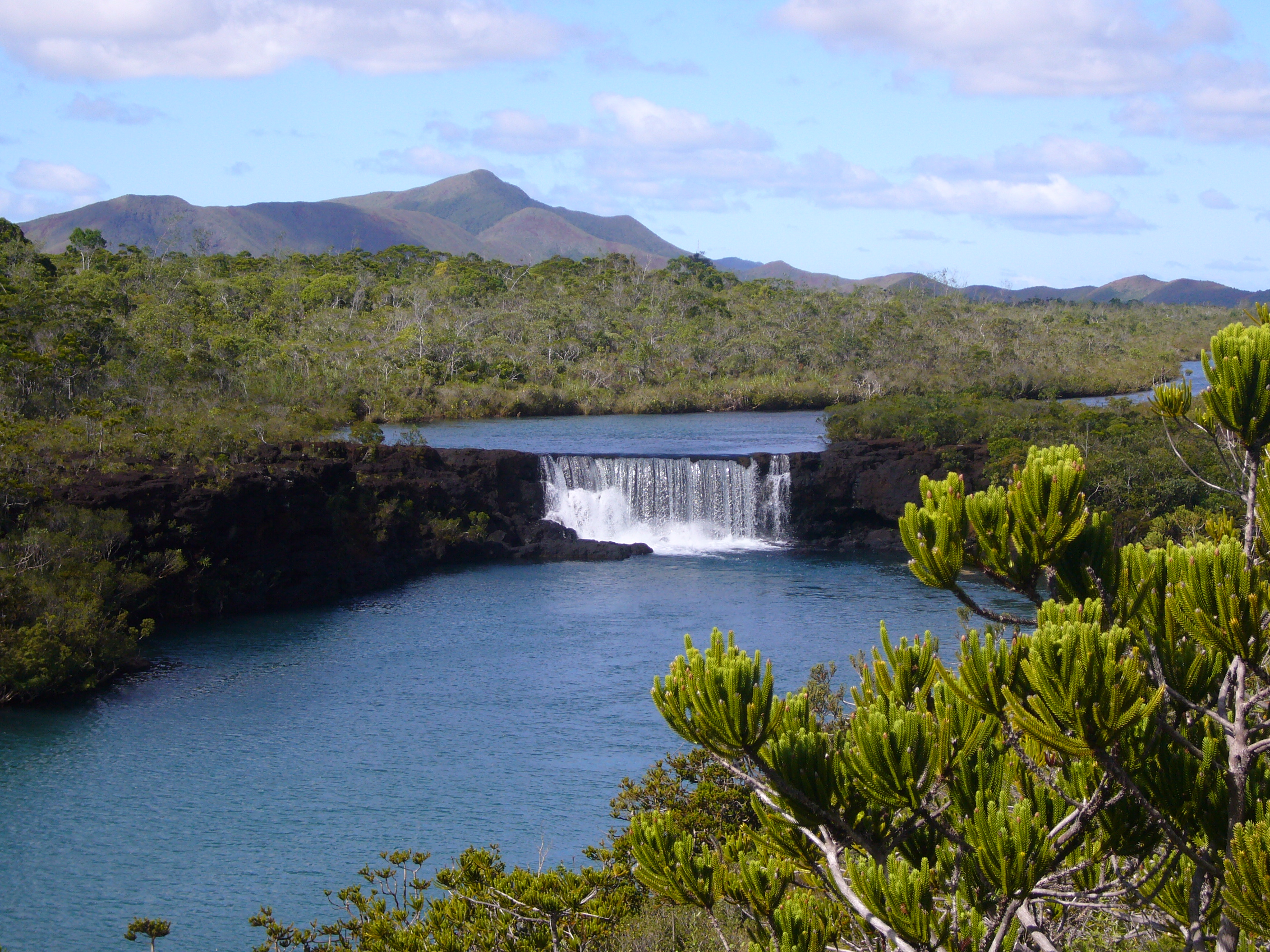
En primer plano, Callitris pancheri, la primera conífera en ser protegida en las islas, en la cascada de la Madeleine, en la Reserva natural de la Madeleine

- Islote de N'Digoro, 16 ha, en la comuna de La Foa,[28] incluido en el Parque de la Zona Costera Occidental. Está recubierto de verdolaga y del árbol Pisonia grandis, que sirven de soporte para la nidificación de la tiñosa menuda y el gaviotín albo.
- Arrecife Sèche Croissant, 45 ha, en la comuna de Numea. Acceso prohibido en los bancos de arena emergidos y en la zona tampón de 200 m, incluso los vuelos de kitesurf. Creada para proteger a las aves marinas que se reproducen aquí, sobre todo los láridos, como el charrán rosado y el charrán ventrinegro.[29]
- Yves Merlet, 170,9 km2, en la comuna de Yaté. Es la reserva más antigua, formada por dos islotes, Améré y Kié, cubiertos de vegetación, con una gran densidad de tortugas, serpientes marinas y ballenas durante el invierno austral. El acceso y el vuelo están prohibidos.[30]
- Islote Goéland, 1 ha, reserva integral estacional durante la reproducción de las aves, especialmente el charrán rosado, en Numea.[31]
- Montagne des sources (Montaña de las fuentes), 58,7 km2. La única reserva integral tierra adentro, en las comunas de Dumbéa, Mont Dore y Yaté. Se considera el castillo de agua del Gran Numea, la entidad territorial que comprende la comuna de Numea y su área de influencia, en la vertiente oriental del río Dumbéa, por encima del embalse y el Parque provincial del Río Azul. Tiene una altitud máxima de 1053 m. Se han contabilizado 577 especies vegetales, con una gran concentración de coníferas representadas por Araucaria humboldtensis y Araucaria bernieri, así como por Neocallitropsis pancheri, conífera de 2 m que crece cerca de los ríos y fue la primera especie protegida de Nueva Caledonia.[32] Una planta, Planchonella skottsbergii, es endémica de este lugar, crece entre 700 y 1000 m, en el entorno del maquis, es decir, matorral abierto, en un áreas de unos 4 km2.[33] Su principal amenaza son los incendios, importantes en 2019-2020.

## Reservas naturales en la provincia Sur

#### Marinas

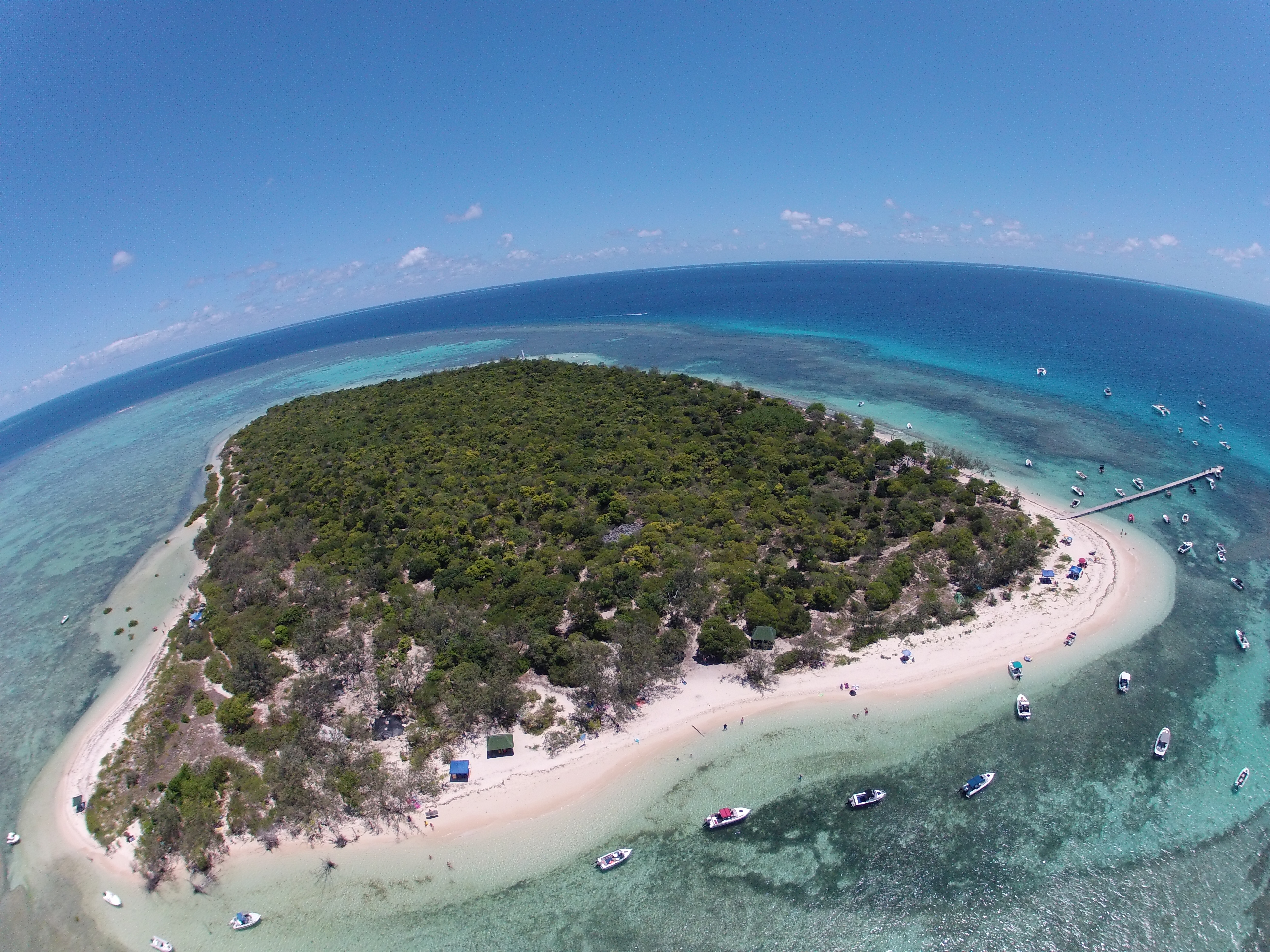
Islote Signal, reserva natural de la Provincia Sur.

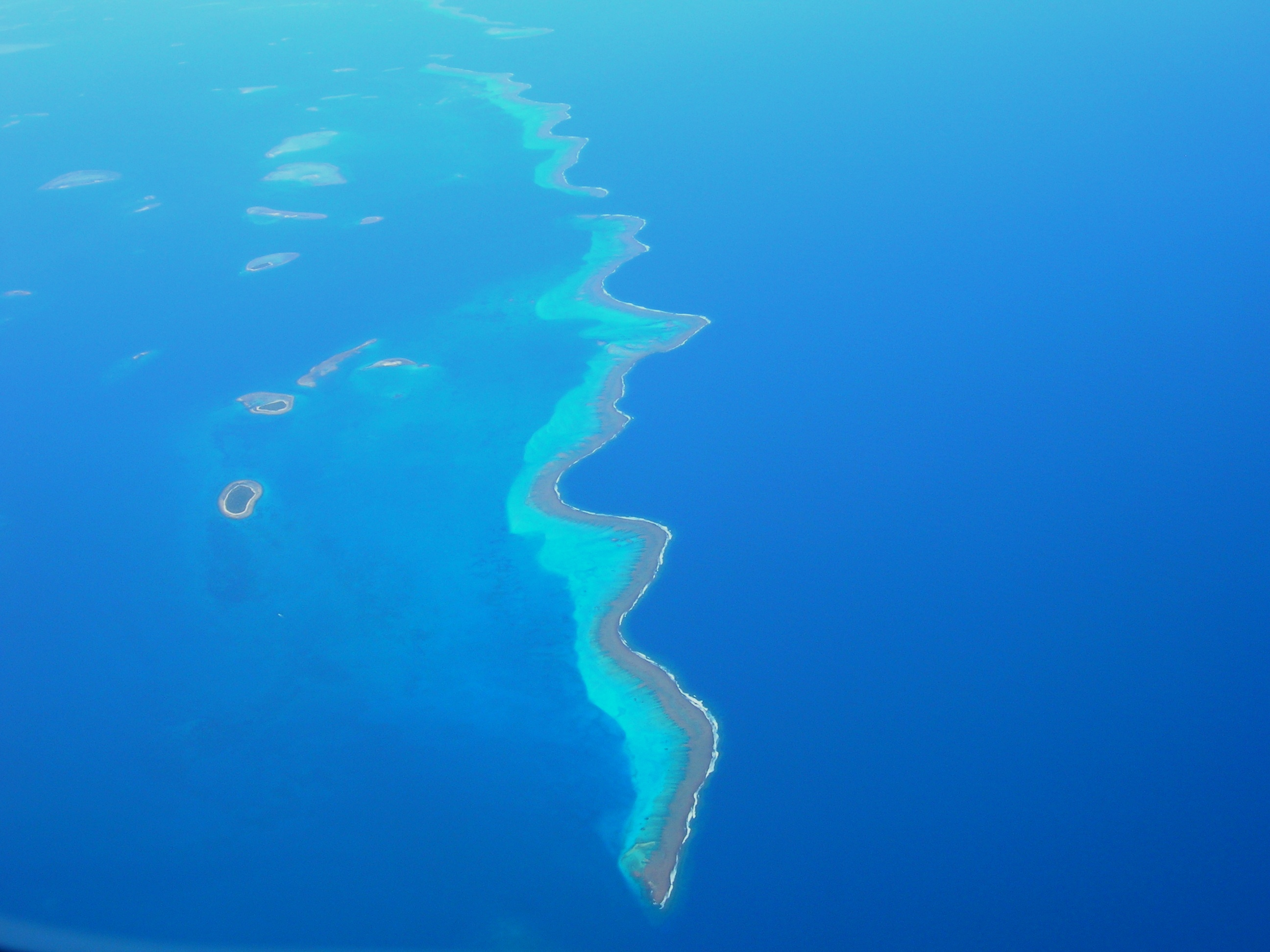
Arrecife de Numea

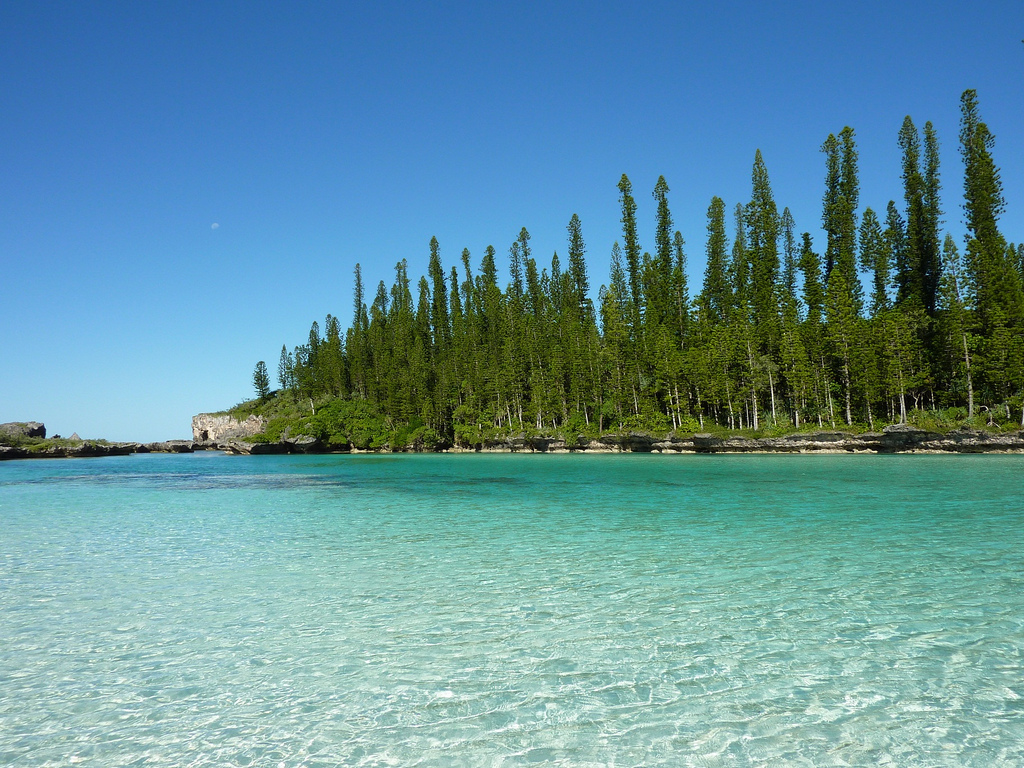
Araucarias columnares en la isla de los Pinos (L'Île-des-Pins), en Nueva Caledonia

- Aguja de Prony, 3 ha. A 1,1 km del pontón de la bahía del Somme de Nueva Caledonia. Se observa por una baliza de peligro aislada en la que se puede amarrar durante las inmersiones. Se trata de una fuente de agua dulce termal que crea una especie de chimenea submarina de 37 m de altura con una fauna especial, bivalvos, corales fosforescentes, peces atraídos por el agua caliente ¡, como los góbidos.[34]
- Restos del Humboldt (Épave du Humboldt), 3 ha. Santuario de la fauna submarina cerca del paso de Dumbéa, a 50 m de navegación desde Numea. Son los restos de un palangranero japonés, el Fukumaru (Buena Suerte), rebautizado como Humboldt en 1989, y dinamitado en 1993. Sus 60 toneladas de acero reposan a 22 m de profundidad.[35]
- Grand Port (estacional de 1 septiembre a 31 diciembre). El área marina protegida de Grand Port es accesible desde la bahía del Somme de Nueva Caledonia. Incluye la reserva de la Aguja de Prony y está dedicada a la reproducción de los peces durante las fechas en que está cerrada, especialmente el mero malabar Epinephelus malabaricus.[36]
- Gran arrecife Aboré y paso de Boulari. El arrecife de Aboré se encuentra entre los pasos de Dumbéa y Boulari. Comprende el islote de Amédée con su faro. Abundan los peces loro, entre hidrocorales Millepora alcicornis.[37]
- Isla Bailly, de 1,2 km2, en la comuna de Le Mont-Dore, al sudoeste de Grande Terre, al sudesde de Numea. Posee un manglar y una flora característica con una pequeña población de Acropogon bullatus en la punta del islote.[38]
- Isla Verde, 2.06 km2. (incluida en el Parque de la Zona Costera Occidental). En la comuna de Burail, dentro de la reserva de la Zona Costera Occidental (ZCO), parte del patrimonio de la Unesco. Se trata de un arrecife lenticular característico, con bosque seco, ocupado por gran número de pardelas y petreles.[39]
- Islote Larégnère, 6,63 km2 (incluido en el Parque de la Zona Costera Occidental). En la comuna de Nuvea, isla coralina de arena blanca y palmeras donde se puede campar y explorar los fondos marinos transparentes, a 30 minutos de navegación de Numea. Entre la vegetación, Pemphis acidula, Acacia simplex y milo o rosa de Oceanía (Thespesia populnea), y entre las aves, gaviota plateada, águila pescadora, tiñosa menuda, charrancito australiano, pardela, etc.[40]
- Islote Signal, 58 ha, conocido por albergar una colonia de pardela del Pacífico. En 1880, se construye en el islote una torre piramidal de madera y coral de 10 m de altura para avisar a los barcos que iban a Port-France (ahora Numea) por el paso de Dumbéa.[41]
- Ouano (incluido el islote Konduyo) (incluida en el Parque de la Zona Costera Occidental). Cubre la totalidad del arrecife N'Digoro, menos las partes emergidas del islote N'Digoro. Sí cubre el manglar a lo largo de la costa, formado por Bruguiera, Rhizophora, Lumnitzera, Avicennia, etc., y la flora de los islotes. Hay unas 280 especies de peces en el arrecife. En tierra se encuentran tortugas y serpientes.[42]
- Paso de Dumbéa, 5,45 km2, salida a alta mar entre dos arrecifes. Reserva estacional del 1 de octubre al 1 de marzo. A 20 km de Numea, cerrado en época de reproducción de ciertas especies de peces.[43] En la salida, a un lado se encuentra el arrecife de Aboré, en cuyas pequeñas cavernas se refugian centenares de meros y ponen sus huevos de octubre a noviembre.[44]
- Poé, 31 km2 (incluida en el Parque de la Zona Costera Occidental). Con su playa de 17 km, es uno de los principales lugares turísticos del país. Las zonas de baño y los canales de navegación están señalizados. El litoral está bordeado por un cordón de dunas fijado por Acacia simplex, un arbusto que puede llegar a los 12 m de altura, y algunas casuarinas. En el agua, una pradera marina en zonas poco profundas fija la arena y mantiene las aguas transparentes. En ellas nadan tortugas verdes y dugongos. Un antiguo lecho fluvial que alcanza 25 m de profundidad, conocido como faille des requins (se aplica esta expresión a un paso en la barrera de coral), corta la plataforma coralina desde la orilla y pasa junto al islote de Shark (tiburón) que le da nombre. En esa hendidura se pueden ver tiburones, rayas y barracudas.[45][46]
- Roca Percée y bahía de las Tortugas. Forma parte de 5 áreas marinas protegidas del Parque de la Zona Costera Occidental, con Ouano, N'Digoro, la isla Verde y Poé. La playa, bordeada de araucarias columnares y Cycas, con un bosque xerófilo en la desembocadura del Néra, es un importante sitio de puesta de la tortuga boba, que viene a reproducirse a partir de noviembre hasta que las últimas nacidas se marchan en mayo.[47]

#### Terrestres

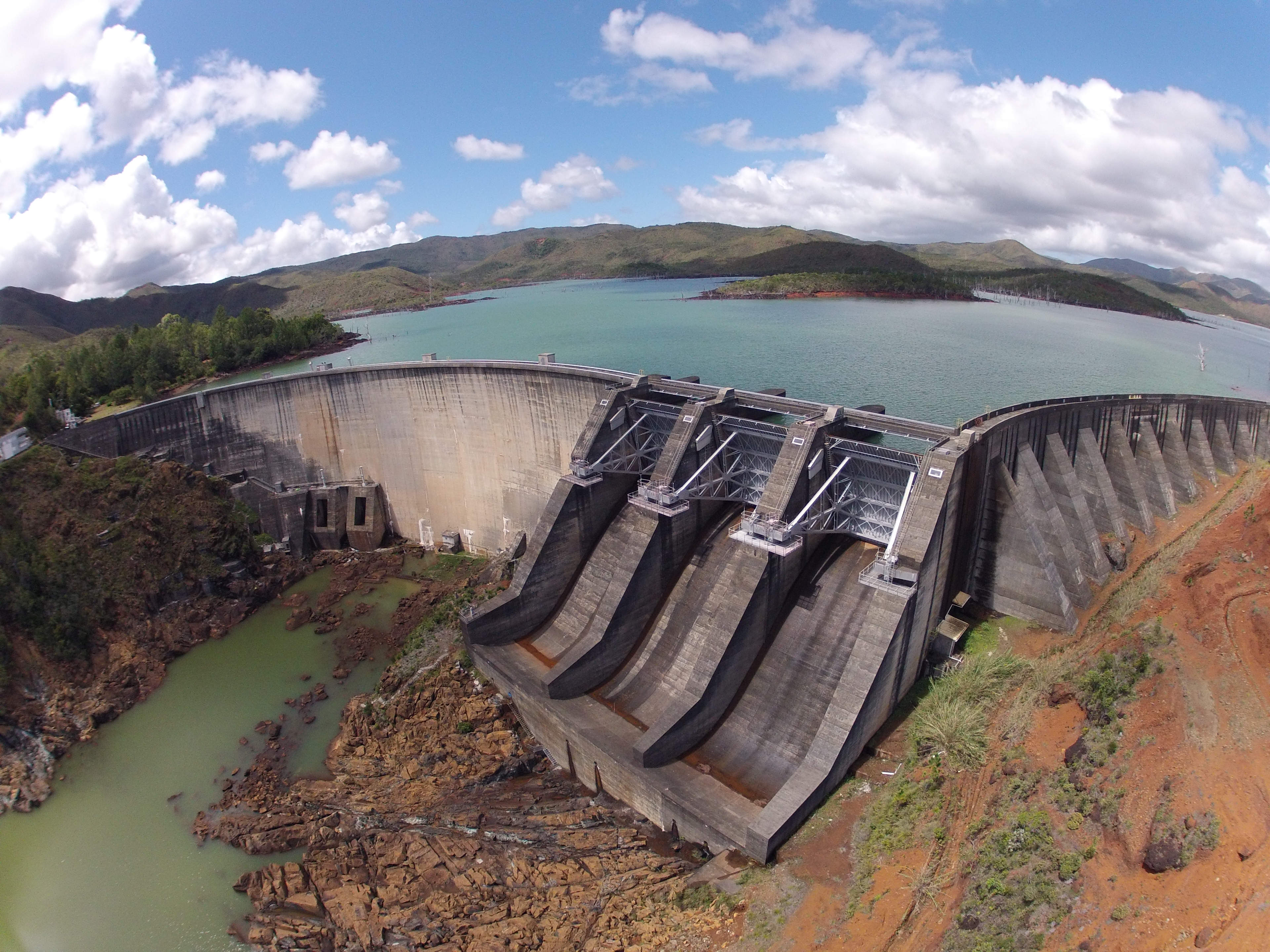
Presa y embalse de Yaté

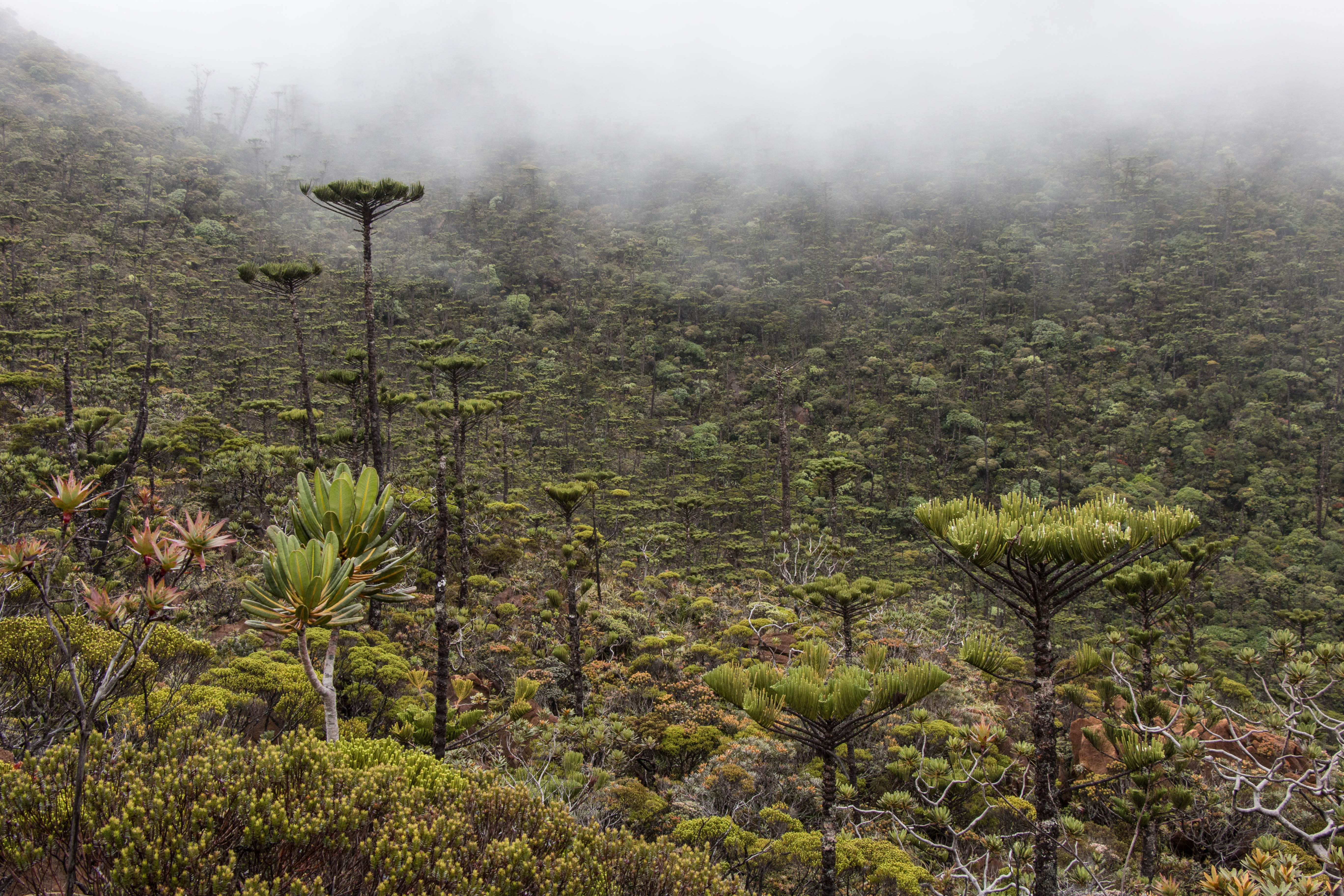
La conifera Araucaria humboldtensis o araucaria del monte Humboldt, que puede alcanzar 15 m de altura, en el monte Humboldt.

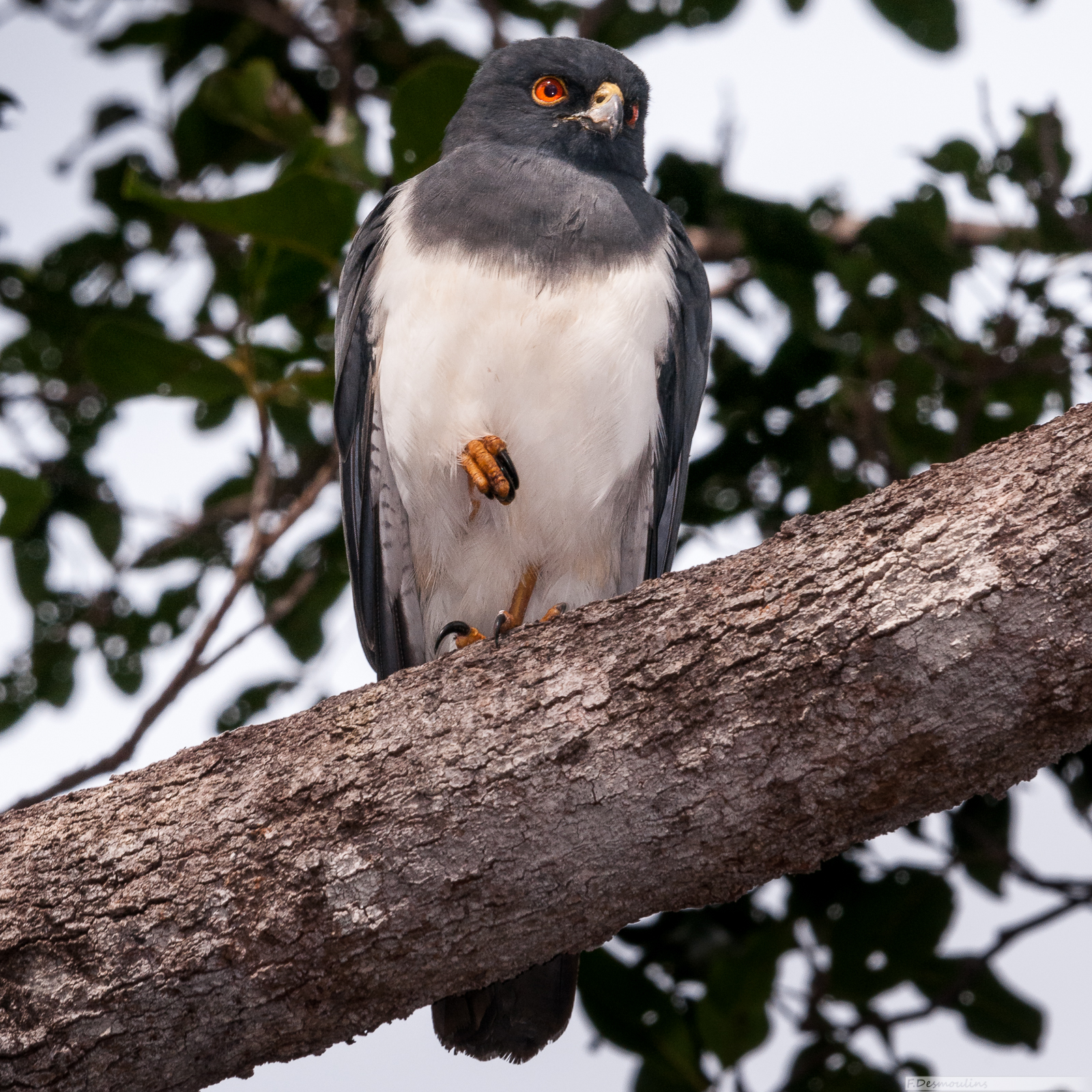
Gavilán de Nueva Caledonia

- Embalse de Yaté. Se construyó en 1955 en la comuna de Yaté, al sudeste de Grande Terre, en la Provincia Sur, para producir electricidad. Tiene una capacidad de 315 millones de m3 y una superficie de 40 km2. La presa tiene una altura de 61 m y una longitud de 580 m. Es conocido por la abundancia de perca americana. Está a 160 m sobre el nivel del mar, tiene una capacidad instalada de 68 MW y alimenta una de las fábricas del grupo Eramet, un consorcio minero y metalúrgico que tiene 17 empresas por todo el mundo. En Nueva Caledonia tiene cinco minas de níquel, a través de su filial Nickel-SLN (Société Le Nickel), destinado a la fabricación de acero inoxidable.[48]
- Cabo de N'Dua, 11,74 km2. En el extremo sur de Grande Terre, con vista panorámica de la Gran Laguna del Sur. Está cubierta de maquis minero, en el que destacan el árbol endémico bois de fer (madera de hierro), Gymnostoma deplancheanum, orquídeas y el perico de Uvea. Hay un pequeño faro.[49]
- Cascadas de la Madeleine, 3,93 km2.
- Fausse Yaté (Falso Yaté). Reserva especial botánica dentro del sitio Ramsar de las lagunas del Sur, con una elevada tasa de endemismo de más del 90 por ciento. Cerca de las fuentes del Pequeño Yaté, en los confines de la llanura de los lagos alberga aves como el silbador de montaña o silbador solitario, una especie de jilguero (Myadestes genibarbis),[50] el oruguero de Nueva Caledonia y el gavilán de Nueva Caledonia, la única rapaz endémica de las islas.[51]
- Bosque escondido (Forêt cachée), 6,35 km2, (dentro del sitio Ramsar Lagos del Gran Sur de Nueva Caledonia)
- Bosque de Saille, 11 km2. Reserva especial botánica.
- Bosque Norte, 2,8 km2, en las comunas de mont Doré y Yaté. Sobre tres vertientes del monte Kwa Néie.[52]
- Alto Dumbéa, 81,25 km2 (incluido en el Parque de Dumbéa)
- Alto Yaté, 55,42 km2 (incluido en el Parque provincial del Río Azul)
- Alto Pourina, 44,63 km2 (incluido en el Parque provincial del Río Azul)
- Isla Leprédour, 7,61 km2.
- Macizo de Kouakoué, 74,8 km2.
- Monte Do, 3 km2.
- Monte Humboldt, 32 km2. Punto culminante de la provincia Sur, con 1618 m y un imponente bosque de musgo. Posee unas 400 especies de plantas con una mayoría de endémicas. Hay 40 especies de helechos. y el bosque está dominado por la conífera Araucaria humboldtensis, de 6 a 15 m de altura.[53]
- Monte Mou, 6,75 km2.
- Nodela, 9,18 km2.
- Pico del Gran Kaori, 3,1 km2.
- Pico del Pino, 14,82 km2, 477 m.[54] En el centro del Gran Sur, la cima más alta de la llanura de los lagos, con unas 409 especies censadas y una tasa de endemismo que supera el 90 por ciento. Destacan las numerosas araucarias de la especie Araucaria biramulata.[55]
- Pico Ningua, 3,4 km2.
- Valle del Thy, 11,33 km2.

## Horizon Roussettes

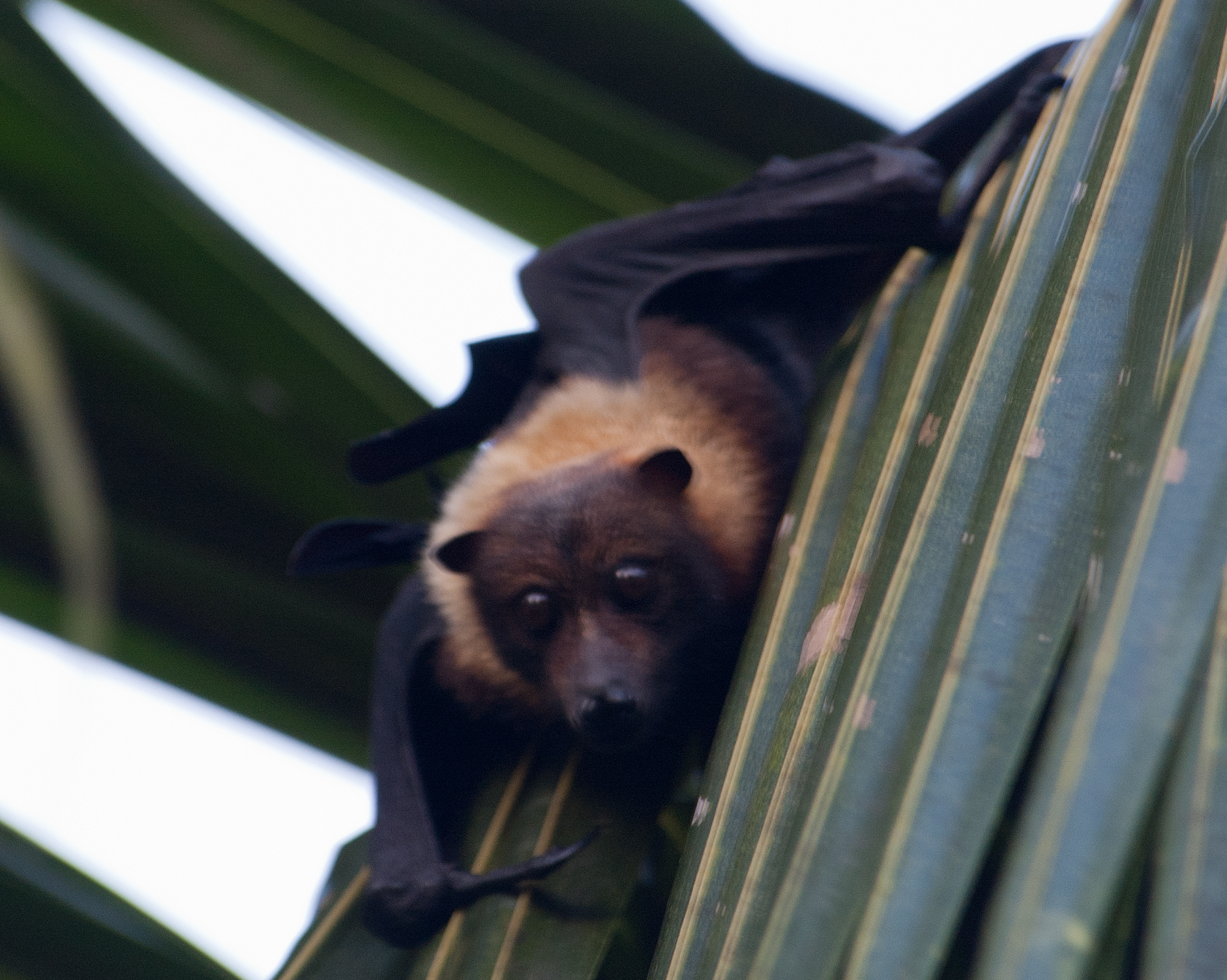
Roussette negra, murciélago presente en distintas islas del océano Pacífico.

En Nueva Caledonia, no solo se protegen áreas marinas y terrestres, sino también determinadas especies endémicas como las roussettes, (pronúnciese 'rusets') nombre vernáculo que designa diferentes especies de murciélagos frugívoros. La palabra no tiene traducción al español, aunque se usa para definir otros murciélagos frugívoros en África y en la India. En Nueva Caledonia hay cuatro especies de roussettes que viven en la provincia Norte: Pteropus ornatus (roussettes rojas), endémicas, Pteropus tonganus (roussettes negras), autóctonas, que se encuentran también en otras islas, ambos de hasta un metro de envergadura, Pteropus vetulus (roussette de las rocas), de hasta 80 cm, y Notopteris neocaledonica (roussette con cola), de hasta 44 cm, estas últimas endémicas y presentes solo en la provincia Norte. En 2020 había más de medio millón de estos murciélagos, pero su número ya se encontraba en disminución.